# Ага махала
Ага махала е историческо село в Егейска Македония, Гърция, разположено на територията на дем Кукуш (Килкис), административна област Централна Македония.

## География
Селото е било разположено в планината Круша (Дисоро).

## История
В XIX век Ага махала е малко турско селище в Авретхисарската каза на Османската империя.
Боривое Милоевич пише в 1921 година („Южна Македония“), че Ага махала (Ага-Махала) има 20 къщи турци.
Селото се разпада в Първата световна война.